# فرودگاه بمبریج
فرودگاه بمبریج (به انگلیسی: Bembridge Airport) یک فرودگاه همگانی حمل و نقل با کد یاتا BBP است که یک باند فرود بتن دارد و طول باند آن ۸۳۷ متر است. این فرودگاه در کشور انگلستان قرار دارد و در ارتفاع ۱۶ متری از سطح دریا واقع شده‌است.